# Opere di Andrea Carlo Cappi
Questa voce è un elenco delle opere dello scrittore italiano Andrea Carlo Cappi. Laddove l’opera è stata pubblicata dietro pseudonimo, è indicato nel testo.

## Romanzi

### Ciclo di Carlo Medina, Nightshade, Sickrose e Black
- Più la cappa che la spada (romanzo breve) su Supergiallo Mondadori n.4-Inverno Giallo 1996, 1995; riedizione nel volume Milano da Morire, Addictions, 2003; e nel volume "Medina - Milano da morire", Cordero, 2014

- Morte accidentale di una lady (edizione ridotta), collana Dedali n.6, Il Minotauro, 1997

- François Torrent, Nightshade: Missione Cuba, Segretissimo n. 1460, 2002; riedito per Alacrán Edizioni, 2007 (a firma Andrea Carlo Cappi)

- Il gioco degli specchi (romanzo breve) nel volume Milano da morire, Addictions, 2003; ripubblicato su Legion, Supersegretissimo Mondadori n.36 - Estate Spia 2008, 2008; e nel volume Medina - Milano da morire, Cordero, 2014

- François Torrent, Nightshade: Progetto Lovelace, Segretissimo n. 1483, 2003; riedito per Alacrán Edizioni, 2008 (a firma Andrea Carlo Cappi)

- François Torrent, Nightshade: Obiettivo Sickrose, Segretissimo n. 1496, 2004; riedito per Edizioni CentoAutori, 2014

- Morte accidentale di una lady (edizione integrale), Alacrán Edizioni, 2005 (riedito con il titolo Ladykill-Morte accidentale di una lady in Segretissimo presenta n. 29, 2007; come Morte accidentale di una lady nella collana Underground, allegato a Tonic Mag, 2008: come Complotto - Il romanzo sulla morte di Lady D, G. Veneziani Editore, allegato alla rivista "Stop", ottobre 2013

- François Torrent, Nightshade: Babilonia Connection, Segretissimo n. 1508, 2005; team-up con Medina

- François Torrent, Nightshade: Destinazione Halong, Segretissimo n. 1524, 2007

- Liquido caldo (romanzo breve) su Supergiallo Mondadori n. 38-Inverno giallo 2009-Il mio vizio è una stanza chiusa, 2009

- François Torrent, Nightshade: Operazione Nightfall, Segretissimo n. 1571, 2011; team-up con Medina

- François Torrent, Nightshade: Protocollo Hunt, Segretissimo n. 1590, 2012; team-up con Carlo Medina e Chance Renard Il Professionista (personaggio creato da Stefano Di Marino)

- Medina: Malastrana, Segretissimo n.1603, 2013

- François Torrent, Nightshade: Programma Firebird, Segretissimo n.1606, 2013; team-up con Sickrose e Carlo Medina, 2015

- Medina: Persecutor, Segretissimo n.1615, 2014

- Triello (romanzo breve con Nightshade, Medina e Sickrose) nell'antologia Noi siamo Legione, Segretissimo Special n.40, 2015

- François Torrent, Agente Nightshade: Bersaglio Isis, Segretissimo n.1626

- Black and Blue (con Toni Black), Cordero Editore, Collana Mosaico, 2016

### SerieCacciatore di libri
- Cacciatore dell'impossibile, collana Crimini & Delitti n. 1, Edizioni E-Elle, 1997

- Cacciatore di intrighi, collana Crimini & Delitti n.3, Edizioni E-Elle, 1998

- Cacciatore di mysteri (romanzo breve) in Mysteriosamente - 10 casi impossibili per Martin Mystère, Hiroshima Mon Amour, 1998; riedizione in Confessioni di un cacciatore di libri, Addictions, 2000

- Cacciatore di dee (romanzo breve) in Confessioni di un cacciatore di libri, Addictions, 2000

### SerieMartin Mystère
- Cacciatore di Mysteri, romanzo breve, (team-up con il Cacciatore di libri), nell'antologia Mysteriosamente-10 casi impossibili per Martin Mystère, Hiroshima Mon Amour, 1998; ripubblicato nell'antologia Confessioni di un cacciatore di libri, Addictions, 2000

- Martin Mystère: Il codice dell'Apocalisse, da un soggetto di Alfredo Castelli; pubblicato a puntate su ilnuovo.it, 2000; raccolto su M-Rivista del mistero, 2001; ripubblicato nella raccolta Martin Mystère - Detective dell'impossibile, Alacrán Edizioni, 2007

- Martin Mystère: L'occhio sinistro di Rama, Sonzogno; ripubblicato nella raccolta Martin Mystère - Detective dell'impossibile, Alacrán Edizioni, 2007

- Aeterna, romanzo breve nel volume Roma fantastica, Edizioni Addictions, 2001; ripubblicato in Roma fantastica (riedizione con nuovi racconti), Alacrán Edizioni, 2006, ristampata integralmente suM-Rivista del Mistero-Speciale Estate 2007

- Martin Mystère. L'ultima legione di Atlantide, Cento Autori (collana L'arcobaleno), 2014. ISBN 9788868720087

### SerieDiaboliked Eva Kant
- Diabolik: La lunga notte, Sonzogno, 2002; riedito da Alacrán Edizioni, 2006-2007, con illustrazioni di Giuseppe Palumbo

- Diabolik: Alba di sangue, Alacrán Edizioni, 2007

- Diabolik: L'ora del castigo, Alacrán Edizioni, 2009, con illustrazioni di Giuseppe Palumbo

- Eva Kant: Il giorno della vendetta, Alacrán Edizioni, 2009, con illustrazioni di Giuseppe Palumbo

- Io sono Diabolik. L'autobiografia, Mondadori, 2010 (collaborazione con Dario Paolillo allo scritto di Mario Gomboli e Federica Bottinelli; illustrazioni di Giuseppe Palumbo; introduzione a fumetti di Licia Ferraresi e Giuseppe Palumbo; firmato sotto lo pseudonimo collettivo Diabolik)

### Altri romanzi
- Andrew Cherry, Silent Invasion, in appendice a Dimensione Ignoto/The X Files Collection, 1999

- Alex Montecchi (in collaborazione con Paola Bonini), L'esame di terrorismo (illustrazioni di Stratolin), Addictions-Cuore, 2000

- Alex Montecchi (in collaborazione con Paola Bonini), Mondo Boia –Storia della pena di morte (illustrazioni di Stratolin), Addictions-Cuore, 2001

- Alex Montecchi (in collaborazione con Paola Bonini), Il manuale del perfetto razzista (illustrazioni di Cuore e Andrea Carlo Cappi), Addictions-Cuore, 2002

- Andrea Carlo Cappi e Paolo Brera, Il Visconte, Sperling & Kupfer, 2011

- Rochester, Felici Editore, 2012

- Danse Macabre - Le vampire di Praga, Edizioni Anordest, 2014

## Raccolte di racconti
- Andrea Carlo Cappi (a cura di), Inverno Giallo 1996, Arnoldo Mondadori Editore, 1995

- Andrea Carlo Cappi (a cura di), Città violenta, Addictions, 1999

- Andrea Carlo Cappi (a cura di), L'uomo nel cerchio, supplemento a M-Rivista del Mistero, 2000

- Andrea Carlo Cappi (a cura di), La donna nel ritratto, Addictions, 2002

- Andrea Carlo Cappi (a cura di), In Agenda Fnac 2004, Fnac Italia, 2003

- Milano da morire (raccolta di romanzi brevi e racconti con Medina), Addictions, 2003 (contiene: Più la cappa che la spada, Milano da morire, Venditori di fumo e Il gioco degli specchi); riedito come "Medina - Milano da morire", Cordero, 2014

- Andrea Carlo Cappi (a cura di), Un giorno a Milano, Novecento, 2013

- Andrea Carlo Cappi (a cura di), Agente di Sua Maestà, Ego Edizioni, 2014

- Andrea Carlo Cappi (a cura di), Una notte a Milano, Novecento, 2014

- Malagueña, raccolta in ebook, Algama, Editore (collana Kverse), 2016 contenente i racconti Il morto ha sempre torto, Miss Giustizia, Malagueña e il romanzo breve Nome di battaglia: Manolo)

- Dossier Contreras, raccolta in ebook, Algama Editore (collana Kverse), 2016, contenente i romanzi brevi con Nightshade Coralba Club e Capriccio Espagnol

- Confessioni di un cacciatore di libri, Addictions, 2000

## Racconti

### Ciclo di Carlo Medina, Nightshade, Sickrose e Black
- Milano da morire (racconto con Medina) su Supergiallo Mondadori n.1-Inverno giallo 1995, 1994; riedizione nel volume Milano da Morire, Addictions, 2003; e nel volume "Medina - Milano da morire", Cordero, 2014

- Venditori di fumo (racconto con Medina) su Supergiallo Mondadori n.2-Estate gialla 1995, 1995; riedizione nel volume Milano da Morire, Addictions, 2003; e nel volume "Medina - Milano da morire", Cordero, 2014

- In ogni caso nessun rimborso (racconto con Medina) su In Agenda Fnac 2004, 2003

- Vamos a matar (racconto con Medina; edizione breve) in Invito alla festa con delitto, antologia allegata a L'Unità, 2004

- No Chance, no Mercy (racconto con Nightshade), su M-Rivista del mistero-Il Professionista, Alacrán Edizioni, 2006 (firmato Andrea Carlo Cappi); riedito in Professional Gun (antologia) Segretissimo presenta n. 28 (2007) (firmato François Torrent); team-up con Chance Renard Il Professionista (personaggio creato da Stefano Di Marino)

- Piuttosto la morte (racconto con Medina) su Detective Magazine anno II, n. 33, 2007; riedizione in appendice a Segretissimo n. 1571, 2011

- L'utero e il dilettevole (racconto con Medina) ne Gli occhi dell'Hydra, Edizioni Domino, 2007; riedizione in appendice a Segretissimo n. 1590, 2012

- A Milano non c'è il mare (racconto con Medina) in Anime nere reloaded, Piccola Biblioteca Mondadori, 2008; riedizione in Supergiallo Mondadori n.37-Estate Gialla 2009-Anime nere reloaded

- Il morto ha sempre torto (nell'antologia Le tierra de los caídos, Robin Edizioni, 2008); racconto collegato all'universo di Nightshade; riproposto nella raccolta in ebook Malagueña, Algama Editore (collana Kverse), 2016

- Vamos a matar (racconto con Medina; edizione integrale) in appendice a Segretissimo n.1552, 2009

- La donna che visse tre X (racconto con Medina) sulla rivista online gratuita PreTesti, anno 1, n.0, settembre 2011; ripubblicato su Cronaca vera, settembre 2013

- François Torrent, Nightshade: Coralba Club sulla rivista digitale Action n.4, dbooks.it, 2012; riedizione in cinque puntate su Cronaca Vera nn. 2152-2156, dicembre 2013; riedizione in appendice a Segretissimo n.1615 (anche in ebook), 2014; riedizione in ebook (a firma Andrea Carlo Cappi) in Dossier Contreras, Algama Editore (collana Kverse), 2016

- Nightshade: Caccia a Sickrose (racconto in due puntate, ricavato da un capitolo del romanzo Nightshade - Babilonia Connection) su Cronaca Vera nn. 2087-2088, agosto 2012

- Vento rosso (racconto con Sickrose); nell'antologia di autori vari Vento noir Falco Editore, 2012

- Malagueña (riportato anche con il titolo Carajillo), racconto dal mondo di Nightshade, nell'antologia Le vendicatrici, Cut-up Edizioni, 2013; riproposto nella raccolta in ebook Malagueña, Algama, 2016

- Nome di battaglia: Manolo (racconto con Jorge El Rey Romero; prequel della serie Nightshade) nell'antologia Ramblas negras, Ego Edizioni, 2013; riproposto nella raccolta in ebook Malagueña, Algama, 2016

- Yo no soy marinero (racconto con Medina), nell'antologia Un giorno a Milano, Novecento, 2013; riproposto in appendice a Segretissimo n.1626

### Serie Cacciatore di libri
- Cacciatore di libri in appendice a Il Giallo Mondadori n.2351, 1994; riedizione in Milanogiallaenera, Comune di Milano, 1997; e in Confessioni di un cacciatore di libri, Addictions, 2000

- Cacciatore di gialli in appendice a Il Giallo Mondadori n.2364, 1994

- Cacciatore dell'ignoto in appendice a Il Giallo Mondadori n. 2367, 1994

- Cacciatore di bionde in appendice a Il Giallo Mondadori n. 2442, 1996

- Cacciatore di ore, Il Giornale, 3 dicembre 1995

- Cacciatore nella nebbia Rivista ossolana n. 3, 1995

- Cacciatore di segreti, G-La rivista del giallo anno III, n.2, Il Minotauro, 1998

- Cacciatore di polvere, Delitti di carta n. 3, Clueb, 1998

- Cacciatore di guai, Liberazione, agosto 1999

- Cacciatore nelle canne in Confessioni di un cacciatore di libri, Addictions, 2000

- Cacciatore nell'arena su M-Rivista del mistero-Giallo mediterraneo, Addictions, 2001

- Cacciatore di sangue nell'antologia Ultimi morsi, Edizioni Ghost, 2002; riedizione su M-Rivista del mistero-Investigatori dell'ignoto, Alacran, 2008

- Cacciatore & Borsalino in Un diavolo per cappello, Robin, 2006

- Cacciatore di cacciatorini in Porco Killer, Morganti, 2007

- Cacciatore di canzoni in Delitti e canzoni, Todaro, 2009

### Serie Antonio Stanislawsky
- Alex Montecchi, Volevo una missione, su Addictions 15-Società multirazziale, Addictions, 2002

- Fuga di autore ignoto (romanzo breve) in GialloLatino 2009, Ego Edizioni, 2009

- Il Grande Sceneggiatore (romanzo breve) su Supergiallo Mondadori -Estate gialla 2010- Sul filo del rasoio (giugno 2010)

- La Torre delle Anime, in Stirpe angelica, Edizioni della Sera, 2010

- Nostra Signora del Cretaceo (romanzo breve) in Notturno alieno, Edizioni Bietti, 2011

- Le sabbie di Satana (romanzo breve) in Sinistre presenze, Edizioni Bietti, 2013

- L'ultima scintilla, ne La biblioteca dell'immaginario, Nocturna-Gds Edizioni, 2013

- La materia di cui son fatti i sogni, in Altrisogni - Vol.1, dbooks.it, 2015

- Maxima culpa (romanzo breve) in Delitti dal futuro, Istos Edizioni, 2016

### Serie Martin Mystère
- Alex Montecchi, L'ultima risposta, in Mysteriosamente-10 casi impossibili per Martin Mystère, Hiroshima Mon Amour; ripubblicato come Andrea Carlo Cappi nella raccolta Martin Mystère - Detective dell'impossibile, Alacrán Edizioni, 2007

- Il mystero del proiettile magico, in Castelli di carta, Amys, 2012

### Serie Carmina Burana
- Olim lacus colueram, su “Giallo & Nero” n.20, Hobby & Work, 1998; ripubblicato nell'antologia “Luoghi non comuni”, Comedit2000, 1998; ripubblicato nell'antologia “La sete”, Coniglio Editore, 2009)

- Estuans interius, sulla rivista Inchiostro, 2000; ripubblicato nel 2003 nell'antologia “Killers & Co.”, Sonzogno

- Veni, veni venias, nell'antologia “Città violenta”, Edizioni Addictions, 2000; ripubblicato in due puntate su Cronaca vera, nn. 2107 e 2108, gennaio 2013

- Stetit puella, nell'antologia “Passi nel delirio”, Edizioni Addictions. 200

- Floret silva nobilis, nell'antologia “L'uomo nel cerchio” allegata a “M-Rivista del Mistero” n.4, 2000

- Amor volat undique, sul sito Mondocult, 2004

- Fortunae plango vulnera, nell'antologia Fez. Struzzi e manganelli, Sonzogno, 2004

- Ego sum abbas, nell'antologia Choko Killer, Morganti, 2005

- Ecce gratum, nell'antologia 365 storie cattive, edito presso ilmiolibro,it, 2010

### Altri racconti senza personaggi fissi
- Anche il sole tramonta, su Il Giallo Mondadori n. 2333, 1993; ripubblicato nell'antologia personale La settima nota, Alacrán Edizioni, 2006

- Stagione di caccia, nell'antologia “Crimine - Milano giallo-nera”, Stampa alternativa, 1995

- Amici vicini e lontani, su “Rivista ossolana” n.3, 1996

- La perfezione dell'amore, nell'antologia Un oceano di mezzo, Stampa alternativa, 1999; ripubblicato nell'antologia La donna nel ritratto, Edizioni Addictions, 2002

- Pentadramma, sulla rivista “Addictions”, 2000

- Impressions, su “Addictions 14-New Economy”, 2001

- Pallas Forever, sul calendario Renault 2004

- La torrefazione di Babele, nell'antologia Caffè Killer, Morganti, 2006

- La donna che entrò dalla finestra, su “M-Rivista del mistero” nuova serie n.1, 2006; ripubblicato in “Vero Gialli” n.2, 2007

- In viaggio con Andrea Carlo Cappi sulla Linea 73, su Urban n.68, 2008

- Il guardiano della memoria, nell'antologia Mahayavan vol.1, Edizioni Scudo, 2010

- Prove tecniche di trasgressione, in Dedalus-Quaderni di prosa contemporanea n.1, novembre 2011

- Rosso tramonto, sulla rivista digitale Forum - Cultura e salute, 2012

- 2L84AD8, nell'ebook La perfezione dell'amore... e altre storie, www.eroscultura.com, 2012

- Il mondo di Barbie, nell'ebook La perfezione dell'amore... e altre storie, www.eroscultura.com, 2012

- Neri amori a Palma di Maiorca (a quattro mani con Ermione) ebook, Atlantis - Lite Editions, 2012

- Fuori di Senna, nell'antologia Londra 2012. L'importante è narrare, Pulp Edizioni, 2012

- Mancanze, sulla rivista digitale Forum - Cultura e salute, marzo 2013,

- Cosplay (a quattro mani con Ermione, nell'antologia Steel, Rosso China, 2013

- Taxwoman (a quattro mani con Ermione, su Pastiche Rivista n.18, aprile 2013

- Azzurro (a quattro mani con Ermione, su Cronaca vera n.2117, aprile 2013

- Madamina (a quattro mani con Ermione, su Cronaca vera n.2127, giugno 2013

- Nuova carne (a quattro mani con Ermione), ebook, www.eroscultura.com, 2013

- Tutto il ghiaccio del mondo (a quattro mani con Ermione), in Una notte a Milano, Novecento, 2014

- Eightball, racconto presente nell'antologia Dark graffiti di Delos Books, 2020

## Non fiction
- Il grande cinema di Federico Fellini, come collaboratore di Pino Farinotti, De Agostini, 1994-1996

- Il mito Clint Eastwood, De Agostini, 1996-1998

- Dimensione Ignoto (pubblicazione abbinata a The X Files Collection), De Agostini 1999-2001; pubblicata anche in Spagna con Expediente X-La colección, Planeta-De Agostini

- Mondo Bond: Tutto quanto fa 007, Puntozero, 1999 - in collaborazione con Edward C. Dell'Orto

- Improvvisazioni d'autore-Scrittura creativa: teoria e pratica, Addictions, 2002

- Andrea Carlo Cappi e Edward C. Dell'Orto, James Bond 007. 50 anni di un mito, Arnoldo Mondadori Editore, 2002 (ISBN 88-04-51030-7)

- Elementi di tenebra. Manuale di scrittura thriller, Alacrán Edizioni, 2005

- Chandler contro Hollywood in Hardboiled Blues-Raymond Chandler e Philip Marlowe, Alacrán Edizioni, 2005

- Why do we still want to be James Bond?, Drink Like Bond, Eat Like Bond, Dress Like Bond in James Bond in the 21st Century-Why We Still Need 007, BenBella Books, 2006

- Andrea Carlo Cappi, Edward C. Dell'Orto e altri, Mondo Bond 2007, Alacrán Edizioni, 2006

- Scrivere in giallo e nero-Indizi e consigli per una storia, De Agostini, 2009

- Edward C. Dell'Orto e Andrea Carlo Cappi, Mito Bond-Il nuovo cinema di 007, Alacrán Edizioni, 2009

- Le grandi spie-Storie vere di personaggi, intrighi e misteri dalla Belle Epoque ai giorni nostri, Vallardi, 2010

- La donna più bella del mondo - Vita, morte e segreti di Marilyn Monroe Aliberti, 2012

- Grace Kelly. La principessa di ghiaccio Aliberti, 2012

- Lettera K - Scrittura creativa e lettura consapevole, Cordero, 2013

- Delitti italiani (con la collaborazione di Riccardo Mazzoni), Sprea Editore, 2014

## Teatro
- Morte accidentale di una lady, testo di Andrea Carlo Cappi liberamente ispirato al romanzo omonimo, musiche di Max de Aloe, 2007

## Antologie (come curatore)
- Inverno Giallo 1996, Arnoldo Mondadori Editore, 1995

- Città violenta, Addictions, 1999

- L'uomo nel cerchio, supplemento a M-Rivista del Mistero, 2000

- La donna nel ritratto, Addictions, 2002

- In Agenda Fnac 2004, Fnac Italia, 2003

- Un giorno a Milano, Novecento, 2013

- Agente di Sua Maestà, Ego Edizioni, 2014

- Una notte a Milano, Novecento, 2014

## Fumetti
Scritti con Andrea Pasini, disegnati da Lucia Arduini:
- Martin Mystère – I cercatori del Paradiso (n. 197) Sergio Bonelli Editore, 1998

- Martin Mystère – Il Paradiso non può attendere (n. 198) Sergio Bonelli Editore, 1998

- Martin Mystère – Il regno delle Amazzoni (n. 219) Sergio Bonelli Editore, 2000

- Martin Mystère - L'impero segreto (n. 220) Sergio Bonelli Editore 2000